# Jacqueline Boyer
Jacqueline Boyer (* 23. April 1941 in Paris, eigentlich Éliane Ducos) ist eine französische Chanson- und Schlagersängerin, die auch unter dem Pseudonym Barbara Benton sang.

## Leben
Ihre Mutter war die Sängerin Lucienne Boyer, die mit ihrer Interpretation von Parlez-moi d’amour Weltruhm erlangte. Auch ihr Vater, Jacques Pills (René Ducos), war ein bekannter Sänger. Er war darüber hinaus nach der Scheidung von Lucienne Boyer einige Jahre mit Edith Piaf verheiratet, wodurch diese vorübergehend Jacqueline Boyers Stiefmutter war.
Im Jahr 1960 gelang Jacqueline Boyer der Durchbruch. Mit dem Lied Tom Pillibi gewann sie den Grand Prix Eurovision de la chanson (Eurovision Song Contest). Im selben Jahr gewann sie auch Le coq d’or, den „goldenen Hahn“ des französischen Chansons, mit Comme au premier jour. Mit dem Lied Oui, oui, oui – ça va, ça va! trat sie im selben Jahr im deutschen Schlagerfilm Schlager-Raketen neben vielen anderen Stars der damaligen Zeit auf. 
Danach erreichten sie mehrere Vertragsangebote: Boyer sang im ersten Teil der Charles-Aznavour-Shows. Im November 1960 heiratete sie ihren Kollegen François Lubiana. Die Ehe hielt bis 1968. Sie reiste in die USA und wurde dort für Fernsehshows mit Pat Boone, Perry Como und Ed Sullivan engagiert. Zurück in Frankreich, ging sie mit Jacques Brel und Georges Brassens auf Tournee. Im Jahr 1963 hatte Boyer ihren größten Schlagererfolg in Deutschland, Mitsou von Christian Bruhn. Sie sang auch in Stuttgart auf der Wahlfeier des neuen Bundeskanzlers, Willy Brandt.
Ein schwerer Autounfall 1966 unterbrach ihre Karriere für rund zwei Jahre. Erst 1968 konnte sie mit einem neuen Plattenvertrag (bei Cornet) ihre Karriere in Deutschland mit vier weiteren Hits fortsetzen, die auf dem Album Jacqueline Boyer zusammengefasst wurden. Mit Mucho amore gelang ihr ein weiterer Top-10-Erfolg. Nach 1969 gelang ihr kein weiterer Hit mehr. 1971 bot ihr Bruno Coquatrix, der Direktor der Pariser Music-Hall „Olympia“, an, zusammen mit Chansonnier Charles Trenet aufzutreten. Daraufhin folgten weitere Konzerttourneen, wiederum mit Charles Aznavour, u. a. in Deutschland, im Londoner Palladium, in Japan und New York. Dazwischen stellte sie in Paris eine gemeinsame Musikshow mit ihrer Mutter, wiederum im Olympia, zusammen.
Ihre Auslandstourneen inspirierten sie, ihre Shows zu „amerikanisieren“. Sie engagierte ein neues Team von Musikern und änderte ihren Namen in Barbara Benton. Unter diesem Pseudonym nahm sie mehrere Platten auf.
Nach vielen Jahren kehrte sie nach Frankreich zurück und nahm wieder ihren früheren Künstlernamen an. In Erinnerung an ihre Mutter stellte sie eine Show mit dem Titel Parlez-moi d’amour zusammen, mit der sie zunächst in Kanada Erfolg hatte und anschließend in Frankreich auf Tournee ging.

## Chansons und Schlager (Auswahl)
- Tom Pillibi (1. Platz Grand Prix Eurovision London 1960)
- Gouli Gouli Dou
- Grüß mir die Liebe (1960)
- In der kleinen Bar auf dem Grand-Boulevard (1962)
- Mitsou (1963)
- Mon Cher Robert
- Der Pianist hat keine Ahnung
- Happy Sing Song
- Wenn du sie liebst, dann sag es ihr
- Hongkong Mädchen
- Suleika
- Ganz in der Näh' von den Champs-Elysees
- Butterfly
- Jacques mit dem Frack
- Hör das Signal, Korporal
- Little Little China-Girl
- Mademoiselle
- Was in Cannes begann
- Vergiss die Uhr, mon Ami
- Oh, chérie, je t’aime (1968)
- Der Mond vom Fudschijama (Deutscher Schlager-Wettbewerb 1968)
- Mein Herz sagt oui (1968)
- Mucho Amore (1969)
- Very Good c’est si bon (1969)
- Liebeslied für eine Rose (1971)

## Filmografie (Auswahl)
- 1960: Das Rätsel der grünen Spinne
- 1960: Soldatensender Calais
- 1960: Schlager-Raketen
- 1960: Gauner-Serenade
- 1977: Die kleinen Pariserinnen (Diabolo menthe)